# بروتوكول الاكتشاف الخاص بسيكسو
يعد بروتوكول الاكتشاف الخاص بسيكسو (بالإنجليزية: Cisco Discovery Protocol)‏ اختصاراً CDP، بروتوكولًا مملوكًا لطبقة ربط البيانات تم تطويره بواسطة سيسكو سيستمز. يتم استخدامه لمشاركة المعلومات حول أجهزة سيسكو الأخرى المتصلة مباشرة ، مثل إصدار نظام تشغيل وعنوان بروتوكول الانترنيت (IP Address). يمكن استخدام CDP أيضًا التوجيه حسب الطلب ، وهي طريقة لتضمين معلومات التوجيه في إعلانات CDP بحيث لا يلزم استخدام بروتوكولات التوجيه الديناميكية في الشبكات البسيطة.
ترسل أجهزة سيسكو إعلانات CDP إلى عنوان الوجهة المتعدد الإرسال multicast) 01-00-0c-cc-cc-cc)، خروجا من كل منفذ شبكة متصلة. قد يتم استلام إطار البيانات الإرسال المتعدد هذه بواسطة مبدلات سيسكو وغيرها من أجهزة الشبكة التي تدعم CDP في واجهة الشبكة المتصلة. يتم استخدام وجهة الإرسال المتعدد هذه أيضًا في بروتوكولات سيسكو الأخرى مثل بروتوكول ربط الشبكة المحلية الظاهرية (VTP). بشكل افتراضي ، يتم إرسال إعلانات CDP كل 60 ثانية على الواجهات التي تدعم بروتوكول الوصول إلى الشبكة الفرعية (SNAP)، بما في ذلك الايثرنيت (Ethernet) والفريم ريلي (Frame Relay) وأسلوب النقل اللاتزامني ((Asynchronous Transfer Mode (ATM). يقوم كل جهاز سيسكو يدعم CDP بتخزين المعلومات المتلقاة من الأجهزة الأخرى في جدول يمكن عرضه باستخدام الأمر show cdp neighbors (بما معنى عرض اجهزة سيسكو المجاورة). يمكن الوصول إلى هذا الجدول أيضًا عبر بروتوكول إدارة الشبكات البسيط (SNMP).
يتم تحديث معلومات جدول CDP في كل مرة يتم فيها تلقي إعلان ، ويتم إعادة التحكم في وقت التوقف عن هذا الإدخال. يحدد وقت التعطل عمر الإدخال في الجدول - إذا لم يتم استلام أي إعلانات من جهاز لفترة تزيد على وقت الحجز، يتم تجاهل معلومات الجهاز (الافتراضي 180 ثانية).
تختلف المعلومات الموجودة في إعلانات CDP باختلاف نوع الجهاز وإصدار نظام التشغيل الذي يعمل عليه. قد تتضمن هذه المعلومات إصدار نظام تشغيل، واسم المضيف، وكل عنوان (أي عنوان آي بي (IP address) من جميع البروتوكول (البروتوكولات) الذي تم تكوينها على المنفذ حيث يتم إرسال إطار CDP، ومعرف المنفذ الذي تم إرسال الإعلان منه، ونوع الجهاز وطرازه، وإعدادات ازدواج ، ونطاق بروتوكول الشبكات الافتراضية الوهمية الجذعي، والشبكة المحلية الافتراضية الأصلية، ورسم الطاقة (لأجهزة التي تسخدم الطاقة من خلال الايثرنيت، ومعلومات أخرى خاصة بالجهاز. يتم توسيع التفاصيل الواردة في هذه الإعلانات بسهولة بسبب استخدام تنسيق إطار-طول-قيمة (Type-length-value).
أزالت شركة هوليت-باكارد HP دعم نقل CDP من منتجات HP Procurve التي تم شحنها بعد فبراير 2006 وجميع ترقيات البرامج المستقبلية. لا يزال تلقي ومعالجة معلومات CDP مدعومًا. تم استبدال دعم CDP بـ IEEE 802.1AB بروتوكول اكتشاف طبقة الارتباط (LLDP) ، وهو معيار معهد مهندسي الكهرباء والإلكترونيات (IEEE) يتم تنفيذه من قبل العديد من البائعين وهو مشابه وظيفياً لـ CDP.
استخدمت العديد من الشركات المصنعة الأخرى ، بما في ذلك Dell وNetgear، اسم شركة ((Industry Standard Discovery Protocol (ISDP) للإشارة إلى تطبيقاتها الخاصة ببروتوكول متوافق مع CDP.
كان CDP هو اختصار يستخدمه شركة Cabletron الذي كتب RFC 2641 لبروتوكول الاكتشاف. بروتوكول مواصفات VlanHello الخاص بـ Cabletron الإصدار 4.